# Sofia Perovskaïa
Pour les articles homonymes, voir Perovskaïa.
Sofia Lvovna Perovskaïa (en russe : Софья Львовна Перовская), née le 1er septembre 1853 (13 septembre dans le calendrier grégorien) à Saint-Pétersbourg, et pendue dans la même ville le 3 avril 1881 (15 avril dans le calendrier grégorien), est une militante russe membre de l'organisation terroriste révolutionnaire Narodnaïa Volia.
Elle a aidé à organiser l'assassinat d'Alexandre II de Russie le 1er mars 1881 (13 mars dans le calendrier grégorien). Arrêtée peu après, elle fut condamnée à mort avec d'autres conjurés, surnommés les Pervomartovtsi (« Ceux du 1er mars »), pour régicide et pendue en avril 1881.

## Biographie

### Enfance et éducation

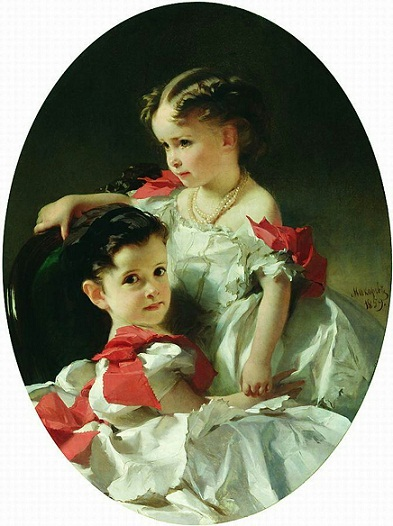
Maria et Sofia.

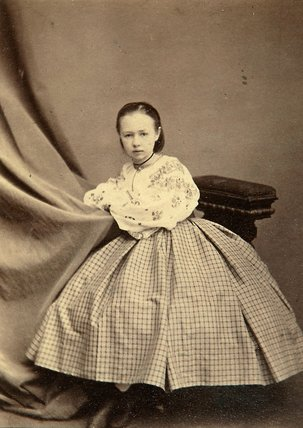
Sofia vers l'âge de dix ans.

Sofia Perovskaïa naît au sein d'une famille aristocratique issue des Razoumovsky. Son père, Lev Nikolaïevitch Perovski, était l'ancien gouverneur militaire de Saint-Pétersbourg, son grand-père, Nikolaï Perovski, était ministre de l'Intérieur, tandis que son arrière-grand-père était le comte Alexeï Razoumovski.
Sa mère, Barbara Stepanovna Veselovskaïa (1821-1904), a eu quatre enfants : Nicolas (1845-1915), Maria (née en 1847, qui a épousé M. Zagorski), Basile (1849-1941) et Sofia (1853-1881). 
Sofia a passé ses premières années en Crimée, où son père avait été nommé en 1856. Elle reçut, tout comme ses frères Nicolai et Vasilli (Basile) et sa sœur Maria, une éducation bourgeoise fondée sur le français et les mathématiques. Très tôt, elle eut la passion pour la lecture, la natation et le tir avec les petits pistolets de son grand-père. Son caractère fort et déterminé a marqué son frère Basile qui a écrit dans ses mémoires qu'« il n'avait aucun souvenir de sa sœur sauf qu'elle avait eu une seule fois peur ».
Proche de sa mère, sa relation avec son père était tendue car ce dernier était tyrannique, capricieux et irrespectueux envers sa mère.
En 1865, Sofia Perovskaïa et sa mère se rendirent à Genève chez son oncle Piotr Nikolaïevitch Perovski, le frère cadet de son père et consul de Russie. Piotr était gravement malade.
Son père étant renommé à Saint-Pétersbourg, la famille se réinstalla dans sa ville natale. En 1869, Sofia entra à l'institut universitaire pour femmes Alarchinsky.

### Adulte et militantisme
En 1871-1872, en collaboration avec ces amis, elle a rejoint le Cercle Tchaïkovski animé par Nikolaï Tchaïkovski. Ce groupe aspire à la révolution sociale des ouvriers et des paysans. 
Elle commença à militer et à participer à des manifestations parfois interdites. Finalement, au début de l'année 1874, elle fut arrêtée et emprisonnée dans la forteresse Pierre-et-Paul de Saint-Pétersbourg. Elle fit partie du procès des 193, mais fut libérée sous caution sur intervention de son père. Son père lui retira son passeport, puis elle partit travailler dans les provinces de Samara, Tver et de Simbirsk. Pendant cette période, elle obtint un diplôme de professorat et d'assistante médicale. En 1877, elle fut acquittée lors du procès des 193.

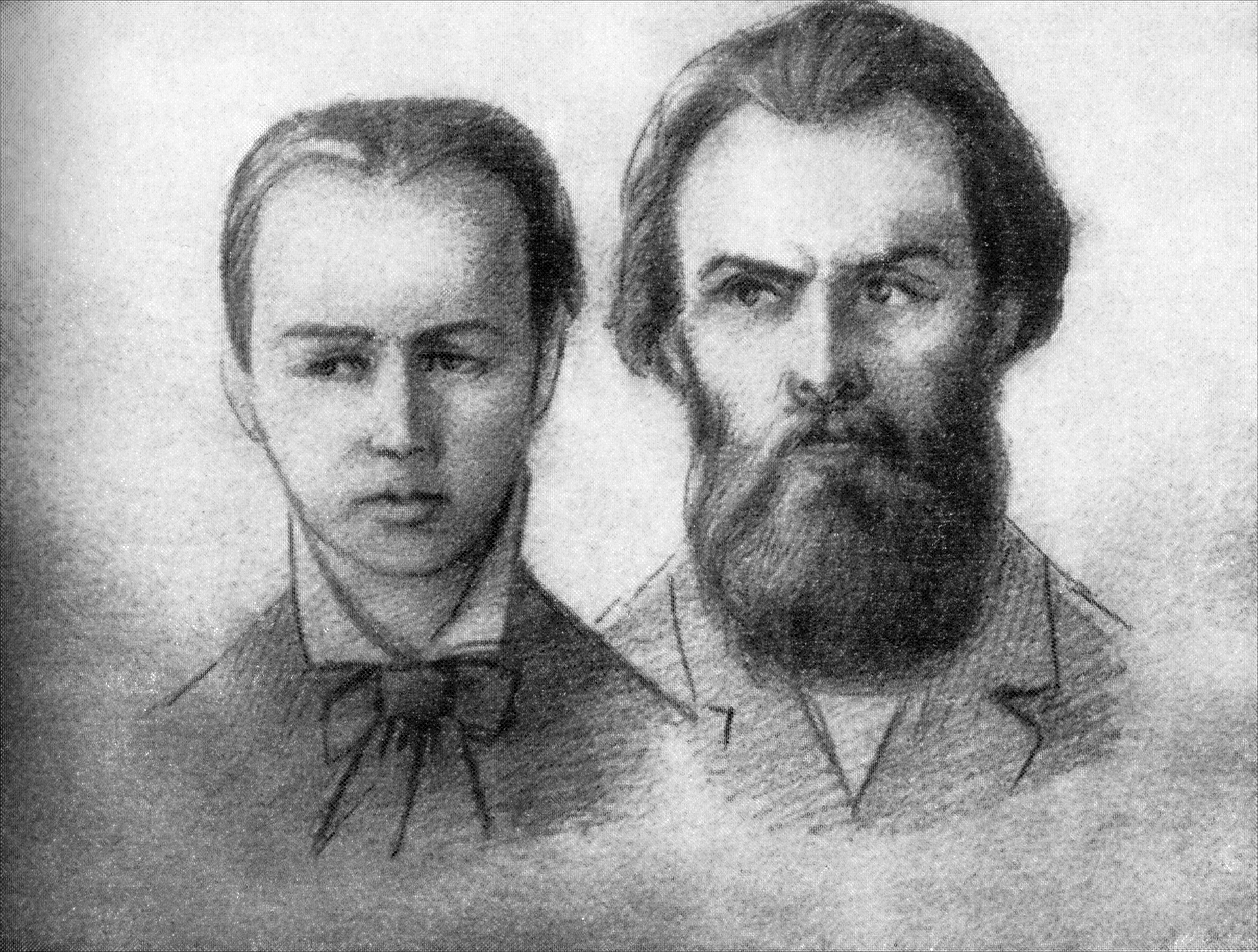
Sofia Perovskaïa et Andreï Jéliabov.

Durant l'été 1878, elle rejoignit le mouvement Zemlia i Volia (Terre et Liberté), mais elle fut bientôt arrêtée à nouveau, et bannie dans la région de Saratov. Elle réussit à s'échapper et entra en clandestinité.
En tant que membre de Zemlia i Volia, Sofia Perovskaïa se rendit à Kharkiv pour organiser la libération des prisonniers politiques de la prison centrale. À l'automne de 1879, elle devint membre du Comité exécutif de Zemlia i Volia. Sofia Perovskaïa participa activement à la propagande auprès des étudiants, des soldats et des travailleurs. Elle prit part à la publication de la "Gazette du travailleur", et maintint des liens avec les prisonniers politiques à Saint-Pétersbourg. En novembre 1879, elle a participé à une tentative de faire sauter le train impérial sur son chemin de Saint-Pétersbourg à Moscou. La tentative d'attentat a échoué. À son retour à Saint-Pétersbourg, elle rejoignit l'organisation Narodnaïa Volia et celui qui deviendra son compagnon, Andreï Jéliabov.

### Attentats et condamnation

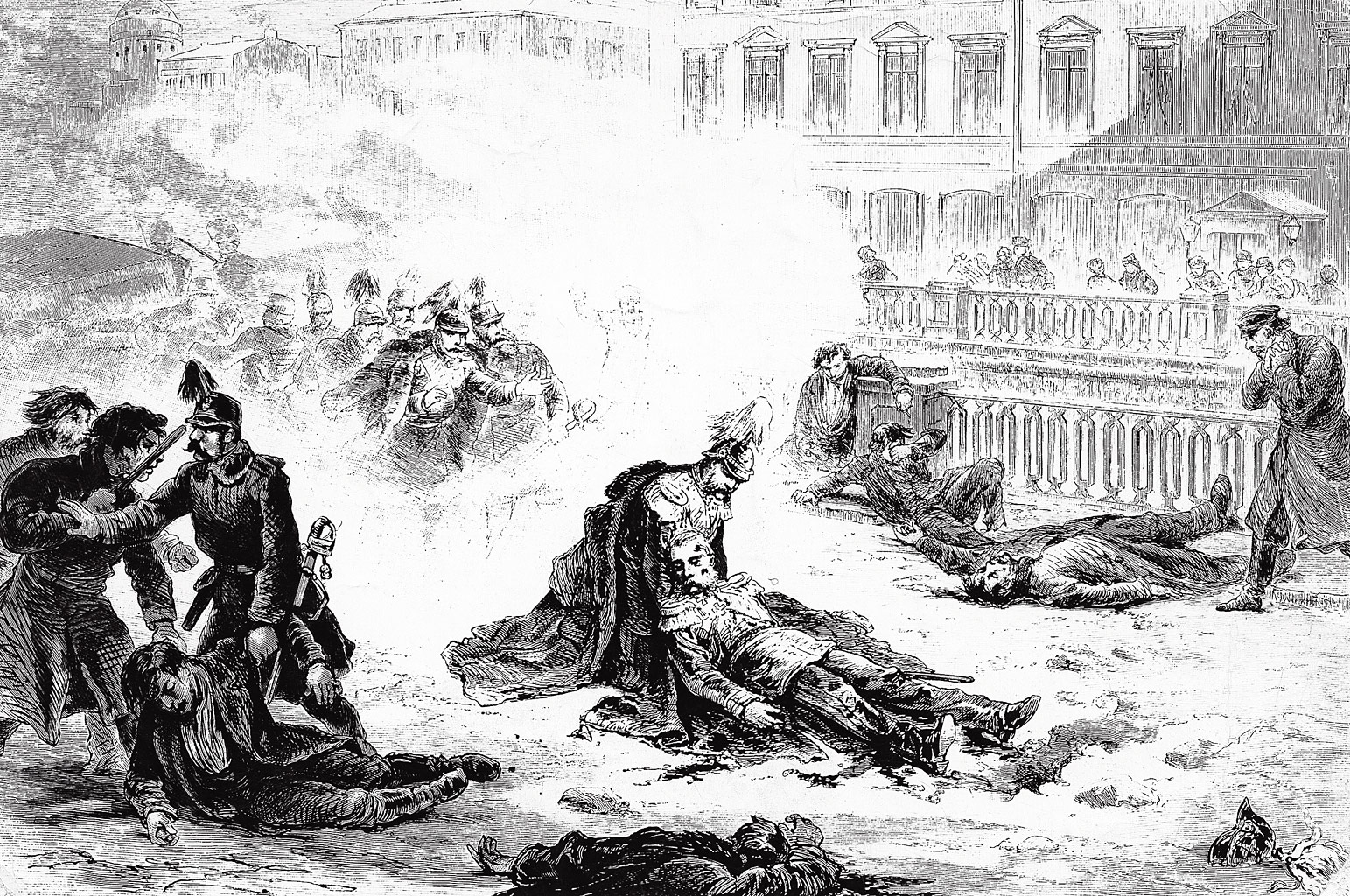
Représentation de l'attentat qui tua Alexandre II le 13 mars 1881.

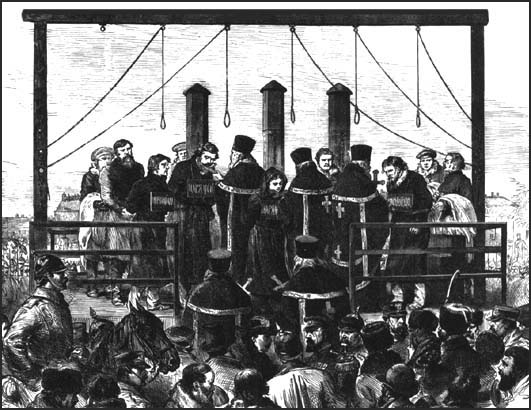
Pendaison publique de Sofia Perovskaïa.

Sofia Perovskaïa participa à la préparation d'autres attentats anti-tsaristes, notamment la fusillade manquée contre Alexandre II de Russie à Moscou en novembre 1879, ou à celui qui échoua à Odessa au printemps 1880. 
Finalement, en l'absence de son compagnon, Andreï Jéliabov, qui venait de se faire arrêter, elle dirigea l'organisation de l'attentat du 1er mars 1881 (13 mars dans le calendrier grégorien) qui coûta la vie à Alexandre II.
Sofia Perovskaïa fut arrêtée le 10 mars 1881 (22 mars dans le calendrier grégorien) et condamnée à mort par pendaison le 3 avril 1881, avec son compagnon et trois autres conjurés formant ensemble les Pervomartovtsi (Ceux du 1er mars). Sofia Lvovna Perovskaïa fut la première femme russe pendue pour raison politique. Le correspondant du journal allemand Kölnische Zeitung écrit : « Sofia Perovskaïa témoigna d'un courage remarquable. Ses joues conservaient le même teint rose, et son visage, toujours sérieux, sans la moindre trace de quelque chose feinte, plein de courage et sans vrai limite du sacrifice de soi. Son regard était clair et calme, il n'y avait pas l'ombre d'aucune affection ». Leur pendaison publique eut lieu le Vendredi saint 3 avril 1881 sur la place Sémionovski devant une foule de 100 000 personnes. L'autre femme condamnée, Gesja Helfmann, étant enceinte, échappe à la pendaison, mais meurt quelques mois plus tard, après la naissance de son enfant. 
Son frère Vassili Perovski, membre du Cercle Tchaïkovski, sera déporté quelques mois puis mis sous surveillance policière pendant plusieurs années. Contrairement à sa sœur, Basile était un partisan de l'orientation social-démocrate, rejetant les méthodes violentes de changement social. En 1927, il publiera un livre sur sa sœur intitulé Les souvenirs de ma sœur, Sofia Perovskaïa publié par les éditions de l'État. Basile est le grand-père de l'écrivaine russe Olga Perovskaïa.
L'écrivain russe Léon Tolstoï la compara au profil idéologique, politique et héroïque de Jeanne d'Arc.
Quelques jours plus tard, le nouvel empereur Alexandre III de Russie fera publier le Manifeste du 29 avril 1881. qui réaffirme la légitimité de l'autocratie.
Quand sa mère mourut en 1904, celle-ci fit graver sur sa pierre tombale du cimetière de Vassylivka dans la province de Zaporijjia, l'épitaphe suivante : « Barbara S. Perovskaïa (01.08.1822 -24.06.1904), mère de la régicide-Narodniki Sofia Lvovna Perovskoïa - la première femme condamnée à mort dans l'Empire pour des raisons politiques ».

## Dans les arts
En 1967, Leo Arnchtam a réalisé le film en noir et blanc Sofiya Perovskaya.

### Iconographie
- Flavio Costantini, Sofia Perovskaïa, en ligne.